# Calliopsis anomoptera
Calliopsis anomoptera är en biart som beskrevs av Michener 1942. Calliopsis anomoptera ingår i släktet Calliopsis och familjen grävbin. Inga underarter finns listade.